# Clément Joseph Tissot
Clément Joseph Tissot (Ornans, 8 dicembre 1747 – Parigi, 30 giugno 1826) è stato un medico, fisioterapista e pioniere della fisioterapia francese, noto per aver introdotto la ginnastica nel trattamento delle patologie ortopediche e chirurgiche in maniera sistematica e scientifica.

## Biografia

Ginnastica medico-chirurgica (Gymnastique médicinale et chirurgicale), 1782

Era figlio di un farmacista di Besançon, dove studiò medicina. Nel 1777 si unì all'esercito francese come chirurgo. Presto, in contrapposizione alla tradizionale tecnica dell'immobilizzazione, introdusse una pratica terapeutica incentrata su un precoce esercizio del movimento.
Nel 1780 pubblicò le proprie idee di fisioterapia, ottenendo notevoli attenzioni e cariche. Dopo la rivoluzione francese perse il lavoro a corte e fu brevemente in carcere. In seguito, e fino al 1811, lavorò come assistente direttore medico-chirurgico nell'esercito di Napoleone. Visse a Parigi fino alla morte, avvenuta nel 1826.

## Opere
- Clement Joseph Tissot, Ginnastica medico-chirurgica [Gymnastique médicinale et chirurgicale], Venezia, presso Domenico Pompeati, 1782.